# Plougourvest
Plougourvest é uma comuna francesa na região administrativa da Bretanha, no departamento Finisterra. Estende-se por uma área de 14,05 km². Em 2010 a comuna tinha 1 441 habitantes (densidade: 102,6 hab./km²).